# The Flowers of Romance (álbum)
The Flowers of Romance es el tercer álbum de estudio de Public Image Ltd, lanzado en el Reino Unido en abril de 1981 por Virgin Records.
El título del álbum hace referencia a The Flowers of Romance, una de las primeras bandas de punk en la que Keith Levene (así como Sid Vicious) era miembro. "The Flowers of Romance" fue también el título de una de las primeras canciones de Sex Pistols.
La fotografía de la portada es de la camarógrafa de la banda, Jeannette Lee.

## Lista de canciones
Todas las canciones escritas por John Lydon y Keith Levene excepto las indicadas * por Lydon, Levene, Martin Atkins
1. "Four Enclosed Walls" – 4:44 *
2. "Track 8" – 3:15
3. "Phenagen" – 2:40
4. "Flowers of Romance" – 2:51
5. "Under the House" – 4:33 *
6. "Hymie's Him" – 3:18
7. "Banging the Door" – 4:49 *
8. "Go Back" – 3:46
9. "Francis Massacre" – 3:31
10. "Flowers of Romance (Instrumental)" – 2:51 Bonus CD track (tomada del sencillo de 12" "Flowers of Romance")
11. "Home Is Where the Heart Is" – 7:34 Bonus CD track (tomada del sencillo "Flowers of Romance")
12. "Another" – 3:51 Bonus CD track (tomada del sencillo "Memories")

## Personal
- John Lydon – Voz, Violín Stroh, saxofón, percusión.
- Keith Levene – Guitarra, bajo, sintetizador, chelo, piano, baterías en "Under the House" y "Go Back", percusión.
- Martin Atkins – Baterías en "Four Enclosed Walls", "Under the House", "Banging the Door" y en "Flowers of Romance", sintetizador en "Banging the Door".
- Nick Launay – Ingeniero